# Gomma conduttiva
La gomma conduttiva è un particolare tipo di gomma sintetica caratterizzata dalla presenza di grafite che la rende elettricamente conduttiva (polimero conduttore) mantenendo comunque la flessibilità e l'elasticità tipica delle gomme. L'impiego è vario; ad esempio, elettrodi con gomma conduttiva vengono utilizzati nell'elettrostimolazione e nell'elettroterapia; lastrine di gomma presentanti un fitto allineamento di tratti paralleli conduttivi e non conduttivi alternati (in inglese zebra stripes) sono il sistema standard usato per connettere i circuiti stampati di orologi, calcolatrici, telefonini, strumentazione, ecc. ai relativi display a cristalli liquidi (LCD). Membrane di gomma con piazzole conduttive sono utilizzate come tastiere, principalmente per telefonini e telecomandi TV. 